# County of London
County of London – byłe hrabstwo w Anglii, obejmujące Londyn (w graniach zbliżonych do obecnego Londynu Wewnętrznego), istniejące w latach 1889-1965. W 1961 roku hrabstwo liczyło 3 200 484 mieszkańców. 
Hrabstwo utworzone zostało w 1889 roku na pograniczu hrabstw Middlesex, Surrey i Kent. W 1965 roku zastąpione zostało przez region i hrabstwo ceremonialne Wielki Londyn.

## Podział administracyjny
W skład hrabstwa wchodziło 28 dystryktów metropolitalnych oraz City of London o odmiennym statusie:
1. City of London
2. Westminster
3. Holborn
4. Finsbury
5. Shoreditch
6. Bethnal Green
7. Stepney
8. Bermondsey
9. Southwark
10. Camberwell
11. Deptford
12. Lewisham
13. Woolwich
14. Greenwich
15. Poplar
16. Hackney
17. Stoke Newington
18. Islington
19. St Pancras
20. Hampstead
21. St Marylebone
22. Paddington
23. Kensington
24. Hammersmith
25. Fulham
26. Wandsworth
27. Lambeth
28. Battersea
29. Chelsea